# 화동로 (포천시)
화동로(Hwadong-ro)는 경기도 포천시 화현면에서 포천시 이동면 도평교차로까지 연결하는 도로이다.

## 주요 경유지
경기도
- 포천시 (화현면 . 일동면 . 이동면)

## 노선
| 이름                | 접속 노선                            | 소재지        | 소재지        | 비고          |
| 봉수로와 직결       | 봉수로와 직결                        | 봉수로와 직결 | 봉수로와 직결 | 봉수로와 직결 |
| ------------------- | ------------------------------------ | ------------- | ------------- | ------------- |
| 운악 교차로         | 국도 제37호선 (금강로)               | 포천시        | 화현면        |               |
| 화현삼거리          | 달인동로                             | 포천시        | 화현면        |               |
| 강구대교            |                                      | 포천시        | 화현면        |               |
| 화현 교차로         | 국도 제37호선 (금강로)               | 포천시        | 화현면        |               |
| 일동승진 교차로     |                                      | 포천시        | 화현면        |               |
| 구렁고개            |                                      | 포천시        | 일동면        |               |
| 샘말삼거리          | 신영일로                             | 포천시        | 일동면        |               |
| 기산삼거리          | 지방도 제368호선 (영일로)            | 포천시        | 일동면        |               |
| 일동초교입구 교차로 | 지방도 제368호선 (운학청계로)        | 포천시        | 일동면        |               |
| 일동삼거리교        |                                      | 포천시        | 일동면        |               |
| 운담 교차로         | 지방도 제387호선 (수입로)            | 포천시        | 일동면        |               |
| 사직삼거리          | 새낭로                               | 포천시        | 일동면        |               |
| 구연곡삼거리        |                                      | 포천시        | 일동면        |               |
| 이동교              |                                      | 포천시        | 이동면        |               |
| 이동삼거리          |                                      | 포천시        | 이동면        |               |
| 제1도평교           |                                      | 포천시        | 이동면        |               |
| (이름없음)          | 국가지원지방도 제78호선 (여우고개로) | 포천시        | 이동면        |               |
| 도평삼거리          | 포화로                               | 포천시        | 이동면        |               |
| 도평 교차로         | 국도 제37호선 (금강로)               | 포천시        | 이동면        |               |